# 苍叶蒲公英
苍叶蒲公英（学名：Taraxacum glaucophyllum）为菊科蒲公英属下的一个种。

## 扩展阅读
- 維基物種上的相關：苍叶蒲公英